# 四海龍王

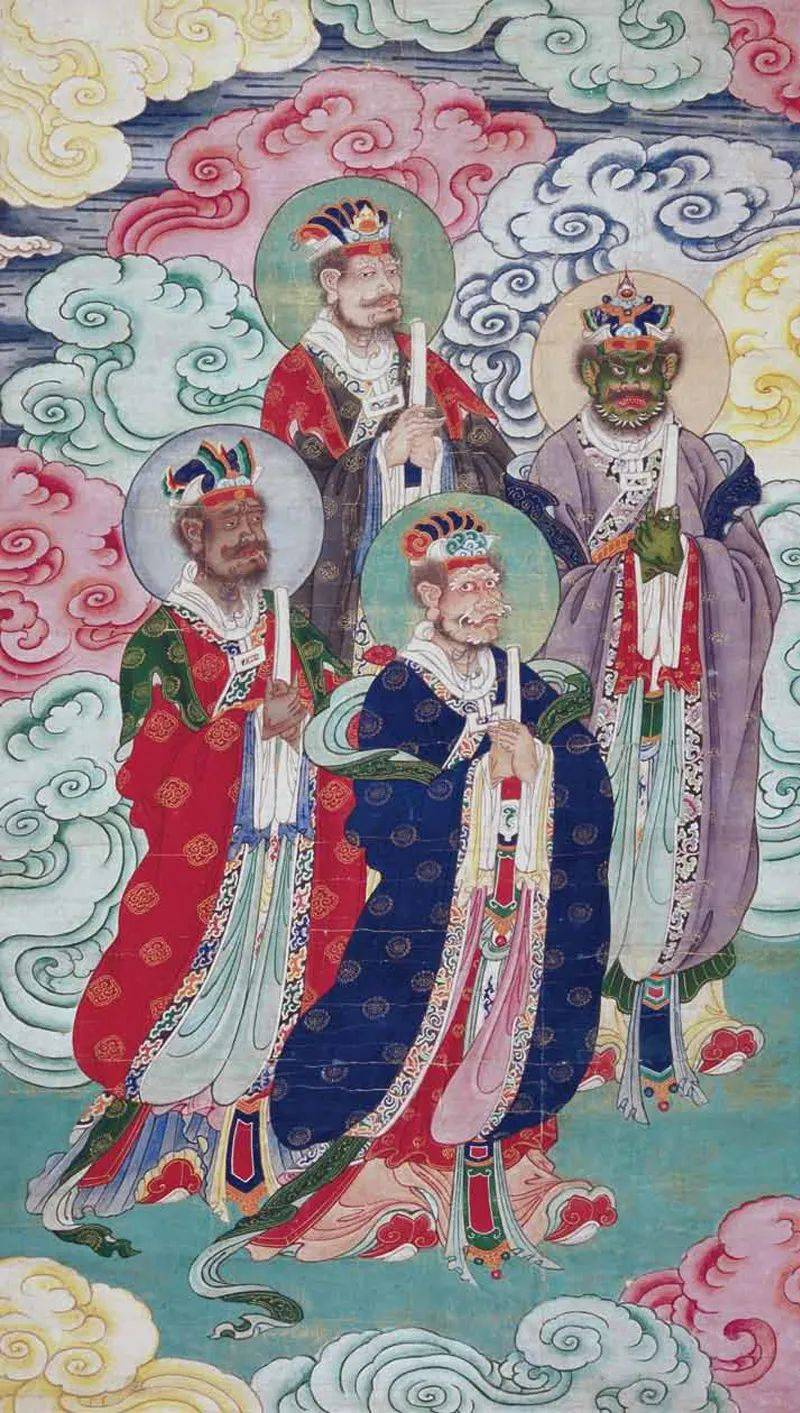
四海龍王（北京市白云观藏）

四海龍王，是道教和中國民間信仰中的四位大龍王，掌管四方之海。在儒家文化圈中的日本、朝鮮半島、越南、琉球亦有信奉。

## 宗教信仰
中國素來有傳說生物龍，能夠騰雲駕霧，帶來降雨。佛教傳入後，因那伽大蛇王與中國龍有相通之處，故將那伽翻譯爲天龍、神龍、龍。

## 民俗文化
《封神演義》與《西游记》等文学作品中就有龙王的形象。传说中最負盛名的四海龍王為：东海龙王敖广、南海龙王敖钦、西海龙王敖闰、北海龙王敖顺；《封神演義》則紀錄東海龍王名為敖光，南海龍王名為敖明，西海龍王名為敖順，北海龍王名為敖吉。四海龙王之中，以东海龙王为最尊。
又说龙生九子，外形各有不同。《西游记》第43回中：「行者闻言笑道：『你妹妹有几个妹丈？』敖顺道：『只嫁得一个妹丈，乃泾河龙王，向年已此被斩；舍妹孀居于此，前年疾故了。』行者道：『一夫一妻，如何生这几个杂种？』敖顺道：『此正谓龙生九种，九种各别。』」
| 四海   | 龙王封号举例     | 《西遊記》龙王名 | 《封神演義》龙王名 |
| ------ | ---------------- | ---------------- | ------------------ |
| 東海   | 廣德王           | 敖廣             | 敖光               |
| 南海   | 廣利王           | 敖欽             | 敖明               |
| 西海   | 廣潤王（廣順王） | 敖閏             | 敖順               |
| 北海   | 廣澤王           | 敖順             | 敖吉               |
| 東南海 |                  |                  |                    |
| 西南海 |                  |                  |                    |
| 西北海 |                  |                  |                    |
| 東北海 |                  |                  |                    |

## 圖片

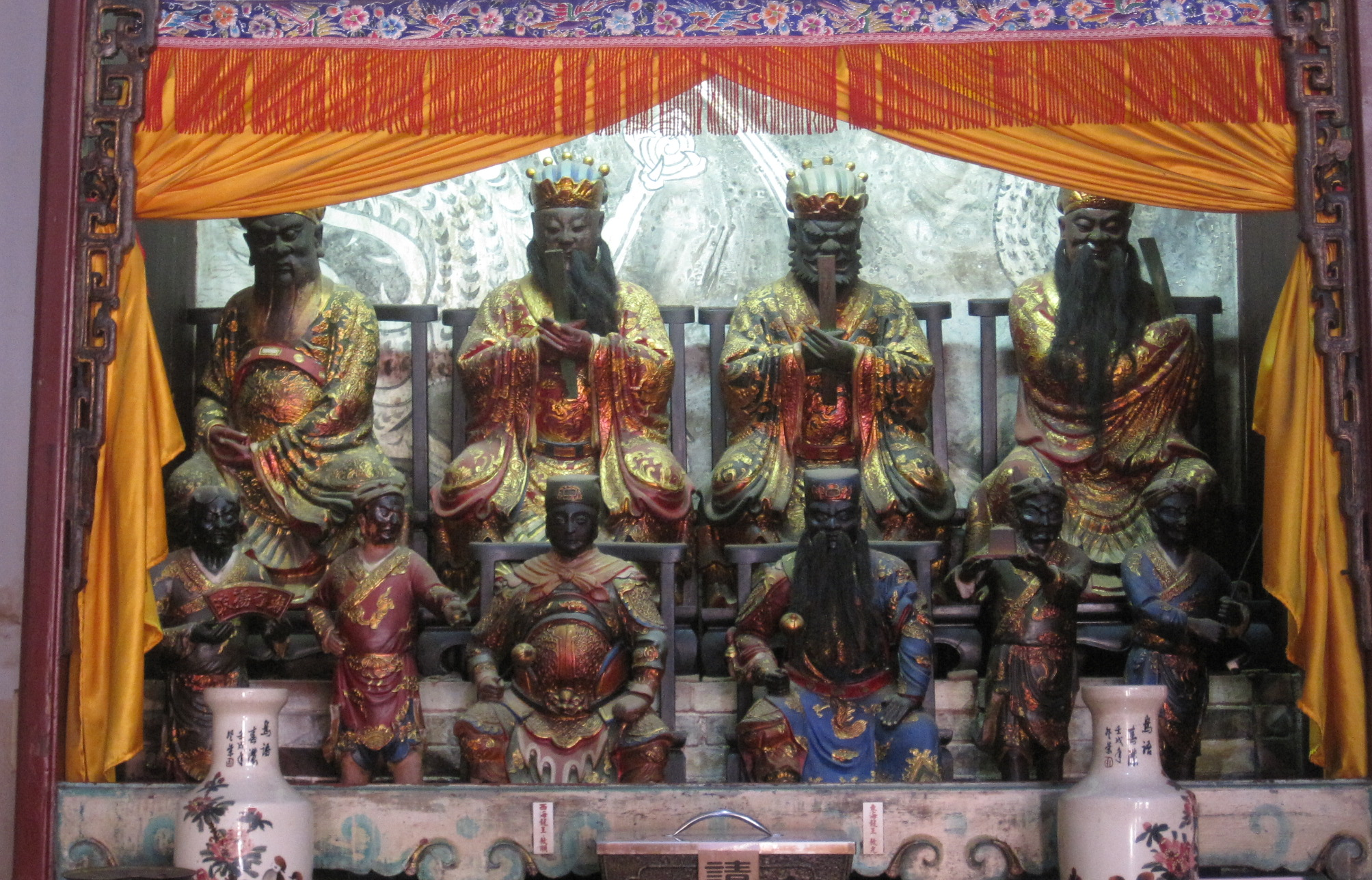
臺灣臺南大天后宮四海龍王神像
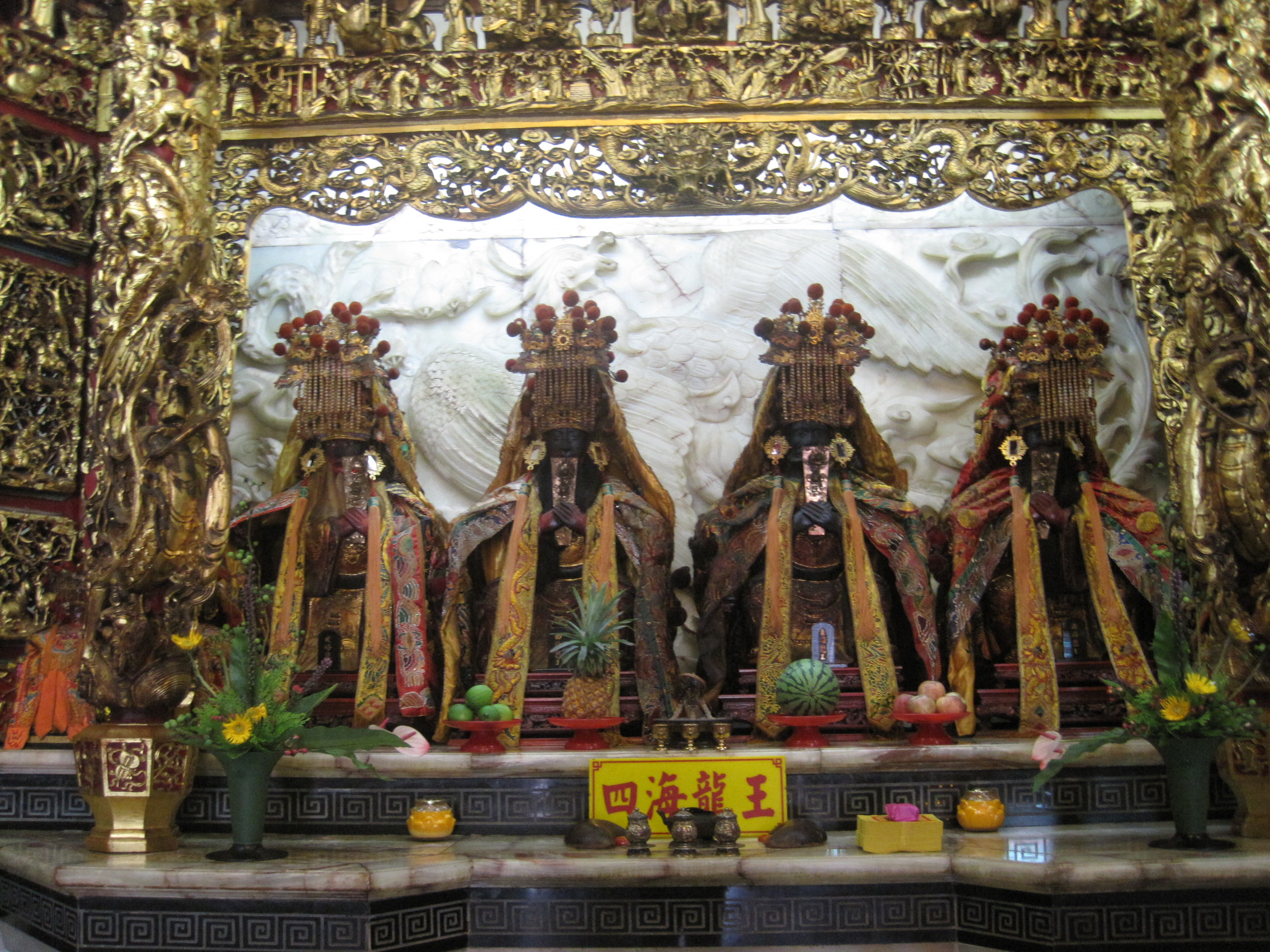
臺灣臺南安平開臺天后宮四海龍王神像